# 괜찮다, 다 괜찮다
괜찮다, 다 괜찮다: 공지영이 당신께 보내는 위로와 응원은 전문 인터뷰어 지승호가 소설가 공지영을 인터뷰한 내용을 담은 책이다.
공지영작가의 삶의 방식, 주관에 대해 자세히 알 수 있고, 한층 더 가까워 지는 것을 느낄 수 있다.
공지영을 인터뷰한 지승호는 자신의 책이, 공지영의 소설 《즐거운 나의 집》과 에세이 《네가 어떤 삶을 살든 나는 너를 응원할 것이다》와 함께 "위로 3부작"이 되었으면 한다고 말했다.

## 특징
오로지 공지영과의 인터뷰만 싣고 있는데도 책의 분량이 400쪽에 달해 인터뷰의 내용을 가감없이 담고 있다. 어린 시절 이야기부터 결혼 생활, 공동체에 대한 견해, 종교, 여성 문제, 사형제도 등의 작가 개인의 삶과 생각을 드러내는 다양한 주제를 다루고 있다.
공지영은 책에서 자신의 논리를 현실보다 우선하면서 개인주의자로서의 면모를 보였다.